# Louisiana (Missouri)
Pour les articles homonymes, voir Louisiana.
La ville américaine de Louisiana est située dans le comté de Pike, dans l’État du Missouri. Lors du recensement de 2010, sa population s’élevait à 3 364 habitants.

## Géographie
Selon l'United States Census Bureau, la ville a une superficie totale de 8,86 km2, dont 8,11 km2 en terre ferme et 0,75 km2 en eau.

## Histoire
La ville a été fondée en 1816 par John Walter Basye et porte le nom de sa fille, Louisiane Basye. Samuel Caldwell et Joel Shaw, qui ont tous deux acheté des terres de Bayse en 1818. Les trois propriétés sont devenues la ville d'origine et comprenaient principalement des propriétés riveraines. Beaucoup de citadins tracent leur ascendance à partir des pionniers de la ville. La Louisiane a prouvé être un point d'expédition sur le fleuve Mississippi et cette richesse a mené à beaucoup de maisons importantes de l'histoire des États-Unis ((1789-1849), antebellum). Beaucoup de celles-ci restent encore et, avec le District historique de la rue de la Géorgie dans le Louisiana central, sont énumérées sur le Registre national des lieux historiques. Le département des ressources naturelles du Missouri a noté que la ville a « la rue la plus intacte au niveau du style victorien, dans l'état du Missouri. »
Louisiana est l'une des trois communautés formant le couloir de 50 miles d'art, relié par l'histoire, le patrimoine et la route 79. Louisiana, Clarksville et Hannibal sont le foyer de beaucoup d'artistes, de créateurs et d'artisans. La communauté est également chez elle pour l'annuel Louisiana Country Colorfest.
En 1946, la ville a été le site d'une usine de plantes Fischer-Tropsch capables de produire des hydrocarbures liquides. Sept scientifiques introduits aux Etats-Unis par l'Opération Paperclip de l'Allemagne nazie ont pris part à la recherche.
Louisiana espère faire partie de la révolution de l'énergie verte depuis qu'une ancienne usine d'ammoniac a été convertie pour l'étude et la production de carburants synthétiques.
Louisiana abrite le plus grand festival du comté de Pike, le Louisiana Colorfest qui a commencé en 1984. L'événement a lieu le troisième week-end d'octobre. Il est suivi par plus de 8 000 personnes par an.